# Mušica (zviježđe)
Mušica (lat. Musca) jedno je od 88 modernih zviježđa. Manja konstelacija južne polutke koju je prvi opisao Johann Bayer u djelu Uranometrija.

## Vanjske poveznice
- The Deep Photographic Guide to the Constellations: Musca
- Starry Night Photography: Musca